# Campaea similaria
Campaea similaria là một loài bướm đêm trong họ Geometridae.